# 杰努里
杰努里（義大利語：Genuri），是意大利撒丁大区南撒丁省的一个市镇。总面积7.55平方公里，人口359人，人口密度47.5人/平方公里（2009年）。ISTAT代码为106005。